# Wesley Jobello
Wesley Georges Jobello (Gennevilliers, 23 de janeiro de 1994) é um futebolista martinicano que atua como meio-campista. Para a temporada 2019-20, assinou pelo Coventry City (Inglaterra).

## Carreira
Após defender Melun, Le Mée Sports e ES Viry-Châtillon nas categorias de base, Jobello profissionalizou-se em 2012, no Olympique de Marseille. Seu primeiro - e único - jogo na Ligue 1 foi em maio de 2012, entrando no lugar de Jean-Philippe Sabo. Ele ainda jogou 52 vezes pelo time B, fazendo 14 gols.
Fora dos planos do OM, assinou com o Clermont Foot, e também estreou pelo novo clube em um jogo frente ao Sochaux. No total, foram 53 partidas e 3 gols na Ligue 2 (63 jogos e 8 gols, juntando as Copas da França e da Liga). Pelo Gazélec Ajaccio, clube que defendeu entre 2017 e 2019, protagonizou o lance que definiu os destinos de seu time na partida contra o Le Mans, válida pelo play-off do rebaixamento e acesso: aos 49 minutos do segundo tempo, o meio-campista jogou fora a chance de garantir a permanência do Gazélec na segunda divisão, ao ver sua cobrança defendida por Nicolas Kocik. Pouco depois, Mamadou Soro Nanga fez, de bicicleta, o gol da promoção do Le Mans, rebaixando o clube da Córsega.
Em junho de 2019, Jobello assinou com o Coventry City, da terceira divisão do Campeonato Inglês.

## Carreira internacional
Jobello atuou em 2 partidas pela Seleção Francesa sub-18, ambas em 2012. 6 anos depois, decidiu jogar pela Seleção Martinicana, estreando em março de 2019 contra Guadalupe, fazendo inclusive o gol da vitória e da classificação à Copa Ouro.